# Спортпрототип
Прототип, також спортпрототип - автомобіль, побудований спеціально для перегонів, а не на основі дорожнього автомобіля, тобто не має омологаційної партії, на відміну від кузовних гоночних автомобілів або автомобілів GT, що й відображено в їх назві. У той же час, вони мають кузов, що закриває колеса, що відрізняє їх від автомобілів з відкритими колесами, побудованих також спеціально для перегонів і часом в єдиному або кількох примірниках (як автомобілі Формули-1). Більш того, спортпрототип в принципі може бути побудований на базі автомобіля з відкритими колесами шляхом установки кузова, як наприклад, машини Can-Am другої половини 70-х. 

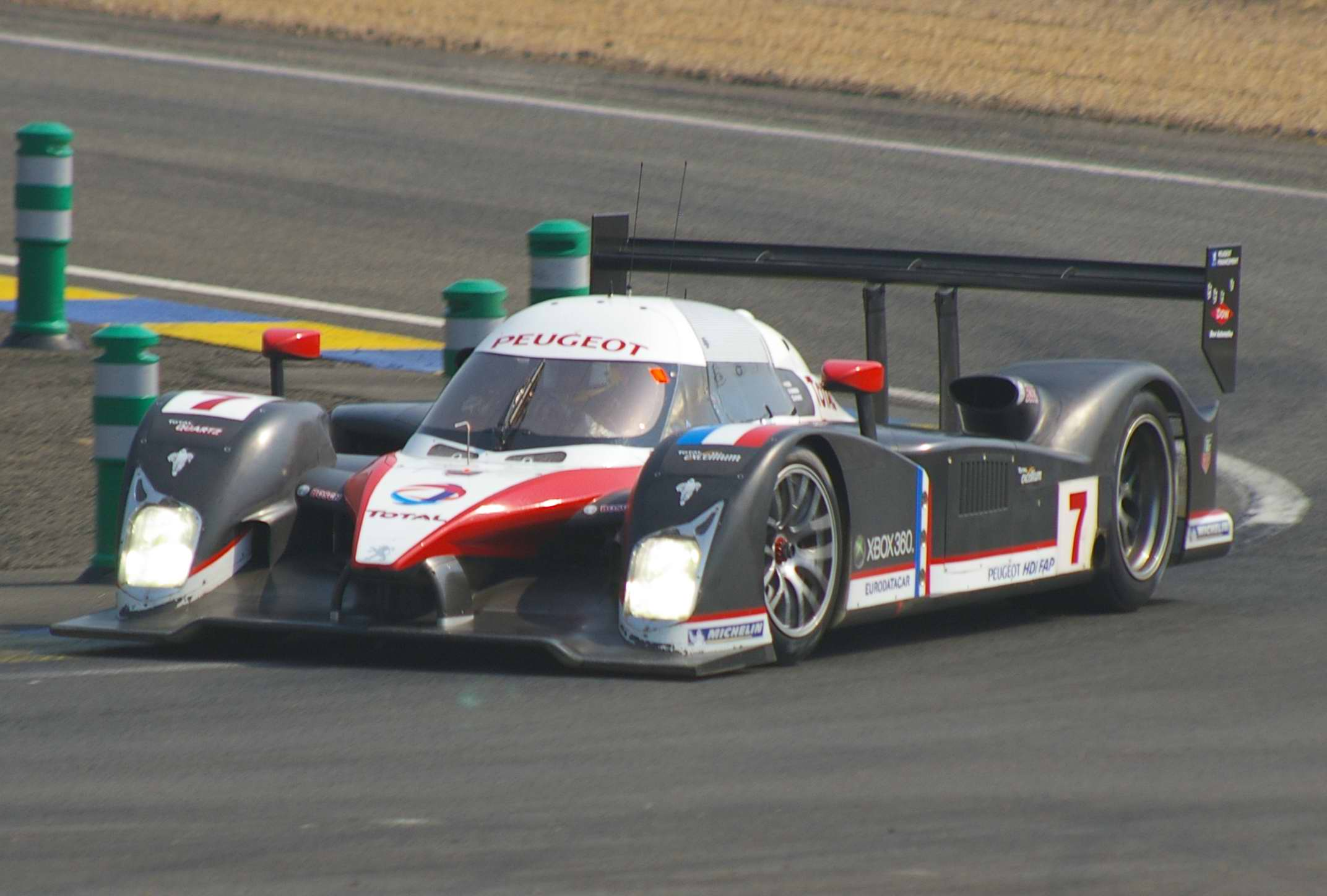
Peugeot 908, на перегонах 24 години Ле-Ману

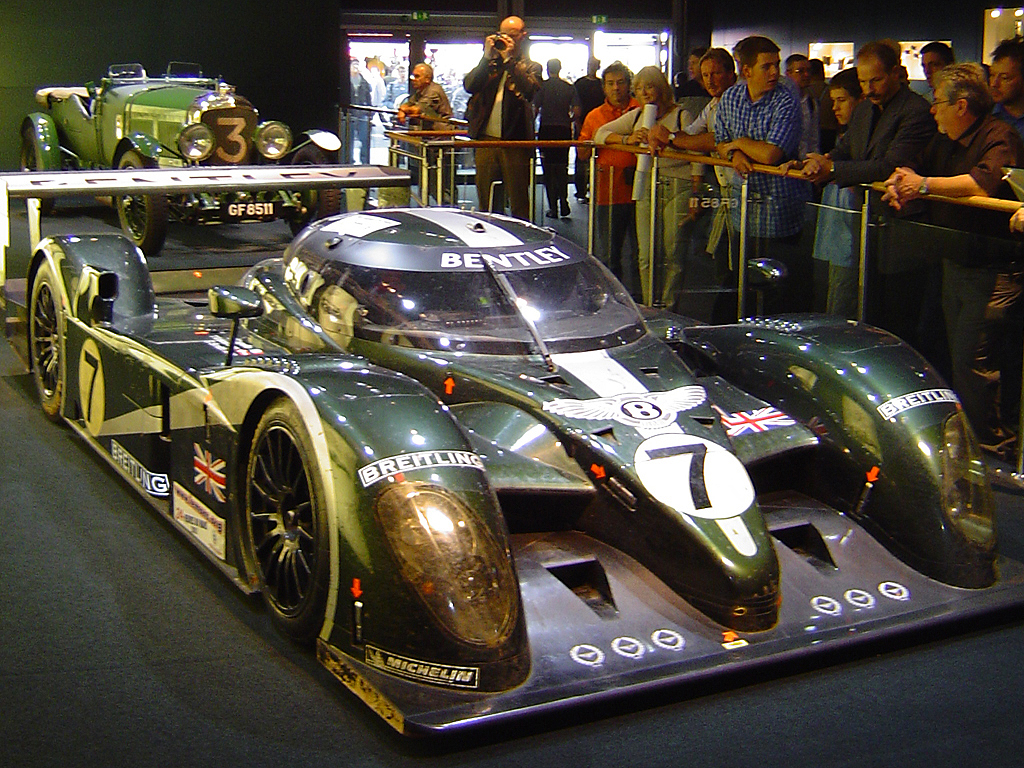
Bentley EXP Speed 8, що повернула марку Бентлі на кільце Сарто

Відсутність омологаціонной серійної партії дозволяє застосовувати в конструкції найпередовіші і часом дорогі технічні рішення. Автомобілі можуть мати закритий кузов, подібно до автомобілів GT, що закриває гонщика від атмосферних опадів, для доступу до нього він оснащений дверима, або відкритий, з відкритим кокпітов, подібно монопостам (такі машини називають баркеттамі, за зразком дорожніх машин). Переважна більшість спортпрототіпов має середньомоторне компонування, а також підвіску трикутного типу з штовхаючими Штанко, по типу монопостів. 
У більшості своїй прототипи беруть участь у перегонах спортивних машин, що мають поділ на класи - автомобілі GT і спортпрототип. Найвідоміша з таких гонок - 24 години Ле-Мана. 
Також існують невеликі спортпрототипи, які будують у досить великій кількості фірми-виробники гоночних автомобілів і які беруть участь у різних монокубках, виконуючи роль серій підтримки і гоночних шкіл. Найвідоміші з таких автомобілів робить англійська фірма Radical, в Росії такою моносерією спортпрототипів є Lada Revolution.

## Приклади спортпрототіпов
- Група 6
- Група C
- Прототипи Ле-Ману (LMP)
- Прототипи Дайтони (DP)